# Нижнее Нёлгомозеро
Нижнее Нёлгомозеро — пресноводное озеро на территории Петровского сельского поселения Кондопожского района Республики Карелии.

## Общие сведения
Площадь озера — 2,9 км², площадь водосборного бассейна — 223 км². Располагается на высоте ниже 135,3 метров над уровнем моря.
Форма озера лопастная, продолговатая: оно почти на четыре километра вытянуто с севера на юг. Берега изрезанные, каменисто-песчаные, местами заболоченные.
Из южной оконечности озера вытекает река Малая Суна, впадающая в Сямозеро. Из Сямозера берёт начало река Сяпся, впадающая в Вагатозеро. Через последнее протекает река Шуя.
С севера в озеро впадает протока, несущая воды Вуажозера, Вохтозера, Насоновского, Верхнего Нёлгомозера и Нёлгомозера.
В озере около десятка безымянных островов различной площади, однако их количество может варьироваться в зависимости от уровня воды.
Населённые пункты и автодороги вблизи водоёма отсутствуют.
Код объекта в государственном водном реестре — 01040100111102000017204.